# Revenue Retrievin': Day Shift
Revenue Retrievin': Day Shift — одинадцятий студійний альбом американського репера E-40, виданий 30 березня 2010 р. лейблом Heavy on the Grind Entertainment в один день з платівкою Revenue Retrievin': Night Shift. Виконавчі продюсери: E-40 й Droop-E. У записі релізу взяли участь Too Short, Gucci Mane, B-Legit, Suga-T, Droop-E та ін.
E-40 — перший хіп-хоп виконавець, який випустив два студійних альбоми в один день з тих пір, як Nelly видав дві платівки Sweat і Suit у 2004 р.
На «Lightweight Jammin'», «Undastandz Me» та «The Weedman» існують відеокліпи.
Альбом дебютував на 47-му місці чарту Billboard 200, продавши 12 тис. за перший тиждень. Наразі наклад релізу в США становить приблизно 56 тис. копій.

## Список пісень
| #   | Назва                                                     | Продюсер(и)        | Тривалість |
| --- | --------------------------------------------------------- | ------------------ | ---------- |
| 1.  | «Back in Business»                                        | Droop-E            | 4:38       |
| 2.  | «Whip It Up» (з участю Gucci Mane та YV)                  | ProHoeZak          | 3:18       |
| 3.  | «Bitch» (з участю Too Short)                              | Vincent «VT» Tolan | 3:25       |
| 4.  | «Undastandz Me»                                           | Droop-E            | 4:03       |
| 5.  | «Duck»                                                    | Willy Will         | 3:24       |
| 6.  | «I Get Down» (з участю B-Legit)                           | E-40               | 3:24       |
| 7.  | «The Art of Story Tellin'»                                | Droop-E            | 4:17       |
| 8.  | «Fuck You Right» (з участю J. Valentine)                  | D-Animals          | 3:01       |
| 9.  | «This a Boy» (з участю Droop-E)                           | Rick Rock          | 4:05       |
| 10. | «I'ma Teach Ya How to Sell Dope»                          | Willy Will         | 4:29       |
| 11. | «The Weedman» (з участю Stresmatic)                       | Rick Rock          | 4:44       |
| 12. | «Lightweight Jammin'» (з участю Clyde Carson та Husalah)  | RhythmX            | 2:58       |
| 13. | «Everyday Is a Weekend» (з участю The Jacka)              | DJ Toure           | 2:37       |
| 14. | «Got It»                                                  | Droop-E            | 3:24       |
| 15. | «Rick Rock Horns» (з участю Marty James)                  | Rick Rock          | 4:15       |
| 16. | «Dem Boyz»                                                | Willy Will         | 3:34       |
| 17. | «Outta Control» (з участю Dem Hoodstarz та Mistah F.A.B.) | Droop-E            | 3:35       |
| 18. | «All I Need»                                              | D-Animals          | 4:46       |
| 19. | «It's Gotta Get Betta» (з участю Mike Marshall та Suga-T) | Droop-E            | 5:07       |

| Бонус-треки на iTunes | Бонус-треки на iTunes              | Бонус-треки на iTunes | Бонус-треки на iTunes |
| #                     | Назва                              | Продюсер(и)           | Тривалість            |
| --------------------- | ---------------------------------- | --------------------- | --------------------- |
| 20.                   | «Ya Suppose To»                    | Droop-E               | 4:39                  |
| 21.                   | «I'm in the Room» (з участю Mugzi) | Decadez               | 3:24                  |

## Чартові позиції
| Чарт                      | Найвища позиція |
| ------------------------- | --------------- |
| US Billboard Top 200      | 47              |
| US Independent Albums     | 4               |
| US Rap Albums             | 21              |
| US Top R&B/Hip-Hop Albums | 15              |